# 李明佑
李明佑（韓語：이명우），韓國電視劇導演。

## 作品

### 電視劇
- 2007年：SBS《不良情侶》
- 2009年：SBS《自鳴鼓》
- 2011年：SBS《武士白東修》
- 2012年：SBS《時尚王》
- 2013年：SBS《兩個女人的房間》
- 2014年：SBS《你們被包圍了》
- 2014年：SBS《Punch》
- 2017年：SBS《悄悄話》
- 2019年：SBS《熱血司祭》
- 2020年：SBS《便利店新星》
- 2021年：Coupang Play《某一天》
- 2023年：Coupang Play《少年時代》

### 助理導演作品
- 2005年：SBS《嫁給百萬富翁》

### 製作人作品
- 2019年：SBS《VAGABOND》

## 獎項
| 年份   | 頒獎典禮               | 獎項            | 作品         | 結果 | 參    |
| ------ | ---------------------- | --------------- | ------------ | ---- | ----- |
| 2024年 | 第60屆百想藝術大獎     | 電視部門 導演賞 | 《少年時代》 | 提名 | [ 1 ] |
| 2024年 | 第10屆APAN Star Awards | 導演獎          | 《少年時代》 | 獲獎 | [ 2 ] |

## 外部連結
- NAVER搜索

1. ↑  . Dispatch. 2024-04-08  [2024-04-08]. （原始内容存档于2024-04-08） （韩语）.
2. ↑  . 每日體育. 2024-12-29  [2024-12-29]. （原始内容存档于2025-01-14） （韩语）.